# 格林 (緬因州普查規定居民點)
格林（英語：Greene）是位於美國緬因州安德羅斯科金縣的一個普查規定居民點。

## 人口
根據2020年美國人口普查的數據，格林的面積為6.72平方千米，當中陸地面積為6.71平方千米，而水域面積為0.01平方千米。當地共有人口750人，而人口密度為每平方千米111.61人。